# Francis Dougan
Francis McAnally Dougan (ur. 8 września 1972 w Lanark) – brytyjski duchowny katolicki, biskup Galloway od 2024.

## Życiorys
Święcenia kapłańskie otrzymał 27 czerwca 2001 i został inkardynowany do diecezji Motherwell. Pracował głównie jako duszpasterz parafialny. W latach 2006–2012 kierował Papieskim Kolegium Szkockim w Rzymie, a w latach 2017–2023 był wikariuszem sądowym.
22 grudnia 2023 papież Franciszek mianował go ordynariuszem diecezji Galloway. Sakry udzielił mu 9 marca 2024 arcybiskup Leo Cushley.